# Monestir de Petkovica
El monestir de Petkovica (en serbi: Манастир Петковица, Manastir Petkovica) és un monestir ortodox serbi situat a la muntanya de Fruška Gora, al nord de la província sèrbia de Voivodina. Segons la tradició, va ser fundat per la vídua de Stefan Štiljanović, Jelena. Els primers registres històrics del monestir són documents turcs que daten del 1566-1567. Es conserva l'església del monestir, dedicada a sant Petka, a excepció del campanar de fusta, que va ser substituït a mitjan segle xviii. Les pintures al fresc, una bona part de les quals s'ha conservat, es van acabar el 1588. Durant el segle xviii, l'església va ser renovada diverses vegades, i el 1735 s'hi va instal·lar un nou iconòstasi tallat amb una gran creu. Durant la Segona Guerra Mundial, el monestir quedà buit; l'iconòstasi va ser destruït i les icones van desaparèixer. L'iconòstasi va ser destruït i la creu es va traslladar al Museu de Srem.